# Nu är det kört
Nu är det kört (License to Drive) är en amerikansk långfilm från 1988 i regi av Greg Beeman. Huvudrollerna spelas av Corey Haim och Corey Feldman, samt även bland andra Heather Graham i en av sina första filmroller.

## Handling
Huvudpersonen Les (Corey Haim) är förälskad i skolans snygging, Mercedes (Heather Graham) och blir överlycklig när han lyckas bjuda ut henne. Han ska hämta upp henne på fredag kväll i sin bil. Men han har varken bil eller körkort. Han bestämmer sig för att låna sin farfars gamla Cadillac utan lov. Kvällen blir inte alls som Les har planerat. Tillsammans med kompisarna Dean (Corey Feldman) och Charles (Michael Manasseri) har han en oförglömlig kväll på stan med en avsvimmad Mercedes i bakluckan!

## Medverkande (urval)
- Corey Haim - Les Anderson
- Corey Feldman - Dean
- Carol Kane - Mrs. Anderson
- Richard Masur - Mr. Anderson
- Heather Graham - Mercedes Lane
- Michael Manasseri - Charles
- James Avery - förarprovsinspektör 1
- Grant Goodeve - förarprovsinspektör 2